# Delpontia
Delpontia is een monotypisch geslacht in de familie Stictidaceae. Het bevat alleen de soort Delpontia pulchella.